# Zorzines purpureofascia
Zorzines purpureofascia là một loài bướm đêm trong họ Noctuidae.